# James Newman (Schauspieler)
James Milo Newman (* 22. Januar 1992 in Greenwich Village, New York als James Myron Newman) ist ein US-amerikanischer Schauspieler.

## Leben
Newman wuchs in Greenwich Village, einem Stadtteil von Manhattan, auf. Er ist der Sohn der Schauspielerin Antonia Beresford Dauphin und des Produzenten Peter Ross Newman. Sein Bruder ist der Schauspieler Griffin Newman. Ursprünglich wollte er im Golden-Gloves-Boxturnier kämpfen, er hatte bereits einmal gegen Yuri Foreman geboxt.
Bekannt wurde er durch die Rolle als Tony Snyder in der amerikanischen Fernsehserie Skins.

## Filmografie
- 2011: Skins (Fernsehserie, 10 Folgen)
- 2011: Skins Webisodes (4 Folgen)